# M107 SPG

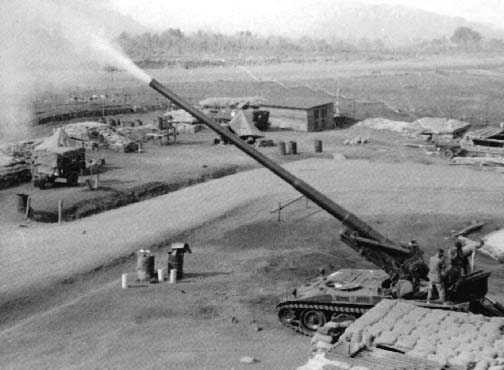
M107 w Wietnamie

M107 Self-Propelled Gun – amerykańska samobieżna armata polowa kal. 175 mm opracowana i produkowana od 1962 roku w wytwórni Pacific Car and Foundry Company.

## Historia
W 1961 roku w amerykańskiej wytwórni Pacific Car and Foundry Company opracowano armatę samobieżną M107 kalibru 175 mm. 
Działo zamontowano na uniwersalnym podwoziu gąsienicowym T249. Uzbrojenie stanowi armata M113 kal. 175 mm z lufą o długości 9,15 m. Posiada zamek tłokowy, oporopowrotnik hydropneumatyczny. Działo wyposażono w hydrauliczny układ zmechanizowanego zasilania. Mechanizm naprowadzania ręczny i hydrauliczny. Działo M107 wyposażono w lemiesz opuszczany hydraulicznie, który służy do okopywania działa i zwiększa jego stateczność podczas prowadzenia ognia. Do strzelania stosuje się naboje rozdzielnego ładowania z ładunkiem zmiennym i pociski odłamkowo-burzące o masie 66,78 kg.
W pierwszej połowie lat 70. XX wieku rozpoczęto produkcję zmodernizowanego wariantu armaty z lufą samowzmocnioną o większej trwałości oraz udoskonalonym układem zasilania. 
Armata samobieżna M107 kal. 175 mm była produkowana oprócz zakładów Pacific Car and Foundry Company także w zakładach FMC Corporation i Bowen-McLaughlin-York. Ogółem wyprodukowano około 1200 dział tego typu.

## Użycie
Działo samobieżne M107 kal. 175 mm zaczęto wprowadzać do armii Stanów Zjednoczonych od 1962 roku, a w styczniu 1963 roku sformowano pierwszy dywizjon tych dział. 
Oprócz Stanów Zjednoczonych znajdowały się jeszcze na uzbrojeniu armii Wielkiej Brytanii, Niemiec, Włoch, Grecji i Izraela.
Pod koniec lat 80. XX wieku działo samobieżne M107 zaczęto zastępować haubicą samobieżną M110 SPH kal. 203,2 mm.

## M107 SPG w warszawskim muzeum
Ten odpowiednik używanego do niedawna w Polsce działa 2S7 Pion o jeszcze większym kalibrze znalazł się w posiadaniu warszawskiego Muzeum Wojska Polskiego w latach dziewięćdziesiątych. Obecnie eksponat w Muzeum Polskiej Techniki Wojskowej.

## Dane taktyczno-techniczne armaty M113 kal. 175 mm
- Kąt ostrzału:
  - w płaszczyźnie pionowej: - 2º do + 65º
  - w płaszczyźnie poziomej: +/- 60º
- Osiągi:
  - prędkość początkowa pocisku:
    - przy ładunku pierwszym: 509 m/s
    - przy ładunku drugim: 702 m/s
    - przy ładunku trzecim: 912 m/s

  - maksymalna donośność pocisku: 32 700 m
  - szybkostrzelność: 2 strz./min